# ワン・モア・ジャンプ
『ワン・モア・ジャンプ』 (One More Jump) は、赤石路代による日本の漫画作品。『ちゃお』（小学館）にて連載されていた。第39回小学館漫画賞受賞作。単行本はフラワーコミックスから全9巻、DX版が全4巻、文庫版が全5巻それぞれ刊行された。
父と兄を相次いで亡くした少女が、シングルスケーターとして成長していく姿を描く。

## あらすじ
趣味程度にやっていたフィギュアスケートを、父の死を機に、双子の兄・皇とペアを組んでデビューした帝。だが、デビューを果たした競技会終了後、皇は事故で亡くなってしまう。
悲しみに暮れる中、異母兄・トーマと出会い、秘めていたジャンプの才能を開花させ、オリンピック出場という目標に向かって歩み始める。

## 登場人物
声は『ちゃお』1995年12月号応募者全員サービス『星空のウェーブプレゼンツスペシャルCDシングル』及びCDブック『スイッチ・オン・ちゃお』で出演した声優である。

### 主要人物
七瀬 帝（ななせ みかど）
声 - 冨永みーな
ジュニア選手だった兄・皇の影響で趣味の範囲でスケートをやっていた。皇とペアを組み、全日本ジュニア選手権で絶賛される演技を披露するが、直後に皇が事故死。異母兄・トーマの指導で、秘めていたジャンプの才能を開花させ、シングルに転向する。トリプルアクセルやクワドラプル（四回転ジャンプ）を飛ぶ選手へと成長していく。大らか（大雑把とも）で、落ち込みやすい性格だが、立ち直りも早い。本番に強いタイプ。
初めはトーマのことを兄として尊敬していたが、次第に恋心を抱くようになる。兄だからと諦めていたが、リレハンメルオリンピックのフリーの演技の直前に真相を知ってしまう。
トーマ（アレクサンドル＝トーマ＝ルイシコフ）
帝の3歳年上の異母兄。建とロシア人の愛人・タチアナの間に生まれたとされるが、実際は中条冬馬の子であった。ロシアにいた頃は建の指導の下、毎日のように滑っていたが、両親と共に交通事故に遭い、左足に大きな傷が残り、後遺症で長時間は滑れなくなってしまった。意志が強く、温和な性格。

### 七瀬家
七瀬 皇（ななせ こう）
帝の双子の兄。シングルの選手としても世界ジュニア選手権を連覇する実力の持ち主。父の死後、両親のようなペアの選手になりたいと願い、妹・帝とペアを組む。1992年の全日本ジュニア選手権で帝とペアで出場し、将来を嘱望される演技をするが、大会終了後にリンクで遊んでいた少女を助けるために、整備車に轢かれて亡くなる。正義感の強い少年だった。
七瀬 建（ななせ けん）
皇・帝の父親。1976年の世界選手権で銀メダルを獲得したペアスケート選手。ペア選手の育たない日本での快挙で、「奇跡のペア」と称えられた。
ロシアでコーチとして活動し、ジュニア選手権に出場する皇を見るために、トーマとその母を伴って一時帰国した際に交通事故で死亡する。
七瀬 美恵（ななせ みえ）
帝と皇の母親。夫・建とペア選手として「奇跡のペア」と称えられた。コーチとして皇の指導に当たっていた。夫の死と同時に愛人と子どもがいたことが判明し、多大なショックを受けるも何とか乗り越えるも、皇の突然の死に、心を閉ざしてしまう。しばらく皇が死んだという事実を受け入れることができずにいたが、次第に回復し、再び帝のコーチを務める。

### 日本の選手・人物
一色 緋夏（いっしき ひなつ）
旧ソ連へバレエ留学した際、オリンピック候補選手が1年かけて準備したプログラムを、一度見ただけでその場で完全にコピーし、且つその選手より美しく滑り、金色のブレードだったことから「金色の緋夏」と噂になった伝説の少女。「スケートは遊び」と公言して憚らなかったが、帝に挑発され本気で挑むようになる。バレエ特有の滑らかな動きと表現力は他を圧倒する。プライドが高く、負けず嫌いだが、決して卑怯なことはせず、帝に対する姿勢もフェアである。
中野 美鈴（なかの みすず）
皇・帝の友達でスケート仲間。気配りのできるしっかり者。皇のガールフレンドだった。
中条 拓馬（なかじょう たくま）
祐馬の弟。両親もスケート選手だった。出来の良い兄にコンプレックスを抱いていたが、帝の演技に刺激を受け、真剣に競技生活を始める。
中条 祐馬（なかじょう ゆうま）
拓馬の兄。日本選手権で1位を穫った。
中条 冬馬（なかじょう とうま）
中条兄弟の父親。建と同時期にソ連に留学していたこともあり、国内大会ではよく競っていた。トーマの実父。
三輪 明穂（みわ あきほ）
日本選手権で1位を穫った。23歳。2年連続日本チャンピオン。全日本大会の前に、帝を意識しジャンプの練習をし過ぎて、捻挫をしてしまう。年齢的にもリレハンメルを最後のオリンピック出場の機会として目指していたが、帝と緋夏に代表の座を奪われる。
織田 百合絵（おだ ゆりえ）
三輪のコーチの娘。三輪の大ファンで、一番の敵である帝に嫌がらせをしてカセットテープを損壊する。

### 海外の選手
タチアナ＝グシコワ
ベラルーシの選手で、トーマの元恋人で、以前は彼とペアを組んでいた。その優れた実力を認められ、モスクワで練習していたことがある。「ターシャの微笑」と呼ばれる美しい表情が魅力的。チェルノブイリ原子力発電所事故が原因で被曝し、一度は骨髄移植で治るが、その後再発し、リレハンメルを最後の大会と位置付け、最後の力を振り絞って出場する。
リリー＝モロー
フランス代表。トリプルアクセルの達人。フランス領の熱帯の島の生まれで、優れた運動神経を買われてフランス本国に留学、代表選手となった。その生まれと育ちゆえか、上昇志向が強く、帝を敵視している。
マリアーナ＝シューバッハ
ドイツ代表。一時はプロに転向していたが、再び競技に戻った。サラエボオリンピック・カルガリーオリンピックに東ドイツ代表として出場し、金メダルを獲得した実績を持つベテラン選手。大人の優雅な物腰と凛とした気品を持つ。
ジョディ＝ライアン
アメリカ代表。14歳。2種類の四回転を跳ぶことが出来る。デトロイトの貧しいスラム街の生まれで、モローと同様に上昇志向が強く、帝を敵視している。
ちなみに、帝はジョディとモローに近いタイプの選手で、緋夏はタチアナとシューバッハに近いタイプの選手と評されている。
ラリー＝ディ＝ティファニー
アメリカ代表。リレハンメルオリンピックの男子金メダリスト。正確なジャンプは機械と評され、「氷の王子」の別名を持つ。帝の父健の死とトーマの事故に関わりがある。

## 書誌情報
新書判（フラワーコミックス）・DX版はいずれも絶版。
- 赤石路代 『ワン・モア・ジャンプ』 小学館〈小学館文庫〉 全5巻
  1. 2009年6月16日発売、ISBN 978-4-09-191827-7
  2. 2009年7月15日発売、ISBN 978-4-09-191828-4
  3. 2009年7月15日発売、ISBN 978-4-09-191829-1
  4. 2009年8月12日発売、ISBN 978-4-09-191830-7
  5. 2009年8月12日発売、ISBN 978-4-09-191686-0